# Irwiniana glabrifrons
Irwiniana glabrifrons är en tvåvingeart som beskrevs av Kelsey 1971. Irwiniana glabrifrons ingår i släktet Irwiniana och familjen fönsterflugor. Inga underarter finns listade i Catalogue of Life.